# 灰原茂雄
灰原 茂雄（はいばら しげお、1915年4月7日 - 2000年3月18日）は、昭和から平成時代の労働運動家。三池炭鉱労働組合（三池労組）書記長、日本炭鉱労働組合（炭労）事務局長。

## 経歴
台北市生まれ。攻玉社高等工学校卒業。戦前は、国鉄および華北交通に勤務。1946年三井鉱山三池鉱業所に事務手として入職。三池炭鉱労働組合（三池労組）本所支部に所属。三池町（現大牟田市）で地域サークル「三池政治文化協会」を組織。1947年1月三池政治文化協会で初の講演を行った向坂逸郎と親しくなり、塚元敦義らとともに「向坂教室」といわれる学習会を組織。1948年10月三池労組本所支部生産部長に選任され、1969年8月まで継続して専従役員に選任。この間、1949年5月全国三井炭鉱労働組合連合会（三鉱連）執行委員。1951年4月日本社会党に入党。同年6月社会主義協会同人。三池労組本所支部長などを経て、1953年5月三鉱連事務局長となり、「英雄なき113日の闘い」などを指導。1958年7月三池労組書記長となり、1959年から1960年の三池争議、1963年の協約不調印闘争などを指導。1963年8月争議指導責任で懲戒解雇。1966年10月日本炭鉱労働組合（炭労）事務局長となり、石炭国有化闘争を指導。1969年8月炭労事務局長を退任。同年10月社会主義協会組織部長、のち学習部長。労働大学講師も務めた。1998年社会主義協会顧問。

## 著書
- 『長期抵抗・統一路線』（労働大学、1972年）
- 『階級的労働運動の課題――三池にまなぶ』（三池労働運動研究会、1981年）
- 『三池を語る』（編著、『三池を語る』刊行委員会、1983年）
- 『労働者支配と職場闘争』（編著、社会主義協会出版局、1983年）
- 『国鉄闘争とわれわれの提言』（編著、社会主義協会出版局、1987年）
- 『三池と向坂教室――向坂逸郎・灰原茂雄往復書簡をめぐりて』（編著、社会主義協会出版局、1989年）

## 関連文献
- 現代革命運動事典編集委員会編『現代革命運動事典』（流動出版、1981年）
- 坂本守『叛骨の昭和史――向坂逸郎・向坂ゆき』（西日本新聞社、1982年）
- 朝日新聞社編『「現代日本」朝日人物事典』（朝日新聞社、1990年）
- 没後20年、灰原茂雄さんを偲んで｜労働大学